# Belca (Kranjska Gora, Slovenija)
Belca je naselje u slovenskoj Općini Kranjskoj Gori. Belca se nalazi u pokrajini Gorenjskoj i statističkoj regiji Gorenjskoj. 

## Stanovništvo
Prema popisu stanovništva iz 2002. godine naselje je imalo 163 stanovnika.